# Вне времени (фильм, 2003)
«Вне времени» (англ. Out of Time) — остросюжетный детективный триллер Карла Франклина. Вышел на экраны в 2003 году. В ролях: Дензел Вашингтон, Ева Мендес и Сэна Латан.

## Сюжет
Мэтт Ли Уитлок (Дензел Вашингтон) — уважаемый в городе шериф. Но мало кто в городе знает, какие проблемы у него в жизни. Уитлок долго и мучительно разводится с женой (она же следователь из отдела убийств), которой постоянно изменяет с любовницей, которая к тому же, как выясняется, смертельно больна, ей нужно дорогостоящее лечение, а её муж измывается над ней. Думая о скорой смерти, она делает Мэтта получателем страховки в 1 миллион долларов, а Мэтт, взяв деньги, являющиеся вещдоком по делу наркомафии, отдаёт их ей для того, чтобы она смогла уехать в Европу и получить там лечение, либо спокойно прожить оставшееся ей время.
В следующую ночь загорается дом его любовницы, в котором она вместе с мужем сгорает заживо, а деньги пропадают. К тому же свидетель видел Мэтта около сгоревшего дома незадолго до пожара. Расследование этого дела поручено жене Уитлока. И Уитлоку надо будет постараться опередить время и своих коллег, чтобы спасти себя от обвинения в убийстве.

## В ролях
| Актёр            | Роль               |
| ---------------- | ------------------ |
| Дензел Вашингтон | Мэтт Ли Уитлок     |
| Ева Мендес       | Алекс Диас Уитлок  |
| Сэна Латан       | Энн Мэрай Харрисон |
| Дин Кейн         | Крис Харрисон      |
| Джон Биллингсли  | Че                 |
| Алекс Картер     | Пол Кэбот          |
| Нора Данн        | доктор Донован     |